# Contigüidad del reforzador
La contigüidad del reforzador es una variable fundamental dentro del condicionamiento instrumental. Este concepto se refiere a la inmediatez en la presentación del reforzador tras la respuesta del sujeto.
Hasta tal punto se le dio importancia a esta variable que Burrhus Frederic Skinner no sólo la consideró necesaria, sino incluso suficiente para el condicionamiento; afirmó que cualquier respuesta que el sujeto diera antes de la recompensa quedaba reforzada por ella, aun cuando no provocase en realidad la administración de esa recompensa. Es decir, contigüidad era todo lo que se necesitaba para el aprendizaje instrumental.
Sin embargo, las conclusiones de Skinner son erróneas. Aunque la contigüidad es necesaria, no es suficiente para el condicionamiento. Lo que él describió eran respuestas condicionadas de tipo pavloviano.
- Datos: Q5785042